# 福岡縣立美術館

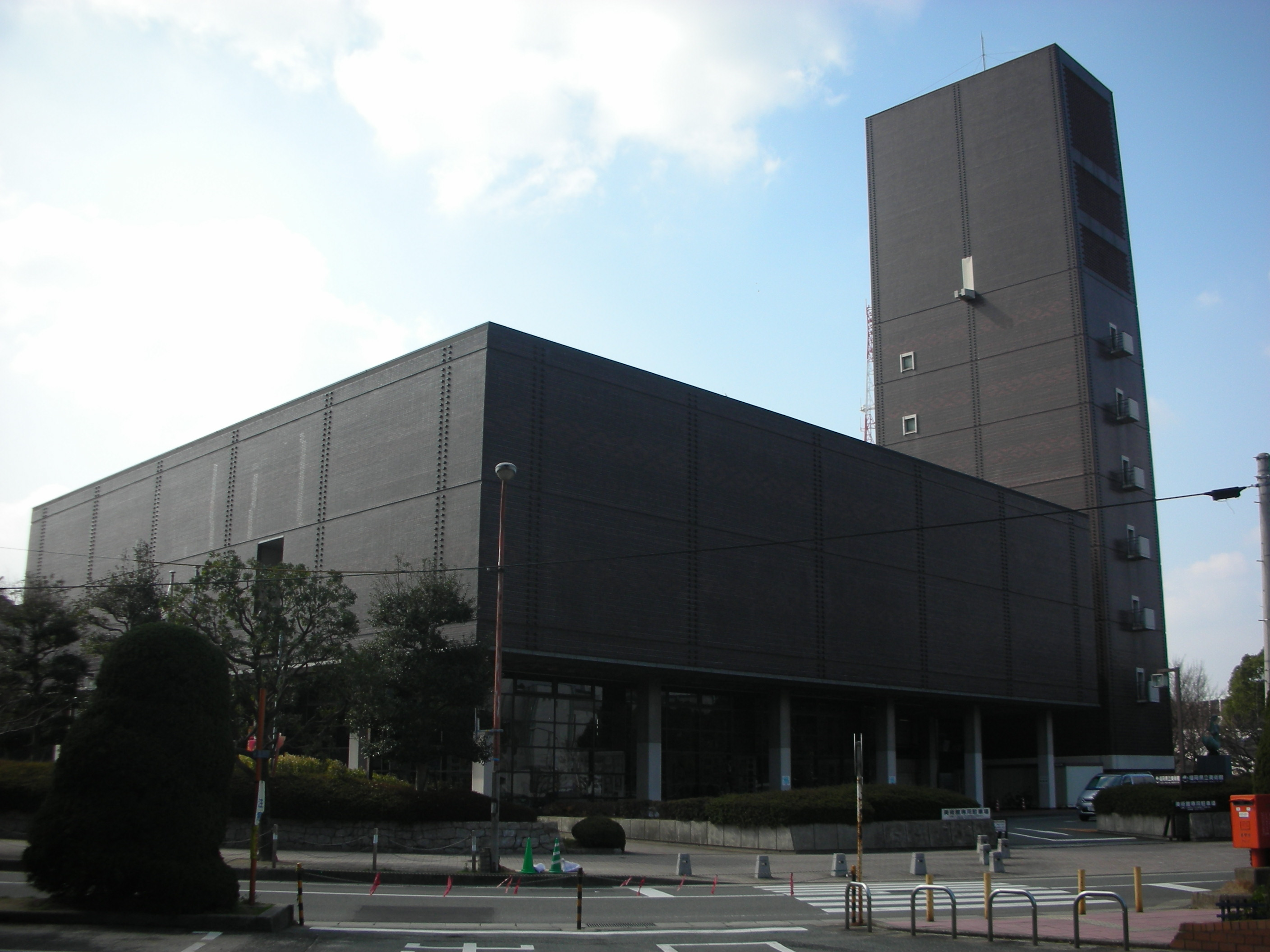
福岡縣立美術館

福岡縣立美術館（日语：ふくおかけんりつびじゅつかん）是位於日本福岡市中央區的縣立美術館。

## 历史
福岡縣立美術館的前身是並設圖書館和美術館的福岡縣文化會館，開館於1964年11月3日。建築外形是昭和中期的摩登建築，設計者是佐藤武夫。1985年，縣立圖書館自福岡文化会館中分出，設立福岡縣立美術館。美術館主要展示福岡縣美術家的作品。這座美術館預計將搬遷至的大濠公園相鄰的福岡武道館。

## 外部連結
- 福岡県立美術館 （页面存档备份，存于）

33°35′50″N 130°23′56″E / 33.597306°N 130.39875°E
1. ↑  . www.pref.fukuoka.lg.jp.   [2022-07-23]. （原始内容存档于2023-06-07）.